# Riley Barber
Riley Barber, född 7 februari 1994, är en amerikansk professionell ishockeyforward som är kontrakterad till Detroit Red Wings i NHL och spelar för deras farmarlag Grand Rapids Griffins i AHL.
Han har tidigare spelat på NHL-nivå för Montréal Canadiens och Washington Capitals och på lägre nivåer för Wilkes-Barre/Scranton Penguins, Rocket de Laval, Hershey Bears i AHL, Miami Redhawks (Miami University) i National Collegiate Athletic Association (NCAA) och Dubuque Fighting Saints och Team USA i United States Hockey League (USHL).
Barber draftades i sjätte rundan i 2012 års draft av Washington Capitals som 167:e spelare totalt.

## Privatliv
Riley Barber är son till den före detta ishockeyspelaren Don Barber som spelade i NHL mellan 1988 och 1992.

## Statistik
| 2007–2008   | Detroit Compuware       | T1EHL       | 31  | 12 | 18  | 30  | 40  | —  | — | —  | —  | —  |
| 2008–2009   | Detroit Compuware       | T1EHL       | 30  | 17 | 8   | 25  | 40  | —  | — | —  | —  | —  |
| 2009–2010   | Detroit Compuware       | T1EHL       | 38  | 16 | 22  | 38  | 28  | —  | — | —  | —  | —  |
| 2010–2011   | Dubuque Fighting Saints | USHL        | 57  | 14 | 14  | 28  | 48  | 11 | 2 | 0  | 2  | 6  |
|             | U.S. National U17 Team  |             | 3   | 1  | 1   | 2   | 2   | —  | — | —  | —  | —  |
| 2011–2012   | Team USA                | USHL        | 24  | 5  | 6   | 11  | 59  | —  | — | —  | —  | —  |
|             | U.S. National U18 Team  |             | 60  | 21 | 15  | 36  | 85  | —  | — | —  | —  | —  |
| 2012–2013   | Miami Redhawks          | NCAA        | 40  | 15 | 24  | 39  | 22  | —  | — | —  | —  | —  |
| 2013–2014   | Miami Redhawks          | NCAA        | 38  | 19 | 25  | 44  | 28  | —  | — | —  | —  | —  |
| 2014–2015   | Miami Redhawks          | NCAA        | 38  | 20 | 20  | 40  | 12  | —  | — | —  | —  | —  |
| 2015–2016   | Hershey Bears           | AHL         | 74  | 26 | 29  | 55  | 34  | 17 | 1 | 3  | 4  | 24 |
| 2016–2017   | Washington Capitals     | NHL         | 2   | 0  | 0   | 0   | 0   | —  | — | —  | —  | —  |
|             | Hershey Bears           | AHL         | 18  | 7  | 4   | 11  | 6   | 12 | 1 | 4  | 5  | 4  |
| 2017–2018   | Hershey Bears           | AHL         | 60  | 20 | 18  | 38  | 49  | —  | — | —  | —  | —  |
| 2018–2019   | Hershey Bears           | AHL         | 64  | 31 | 29  | 60  | 84  | 9  | 3 | 3  | 6  | 4  |
| 2019–2020   | Montréal Canadiens      | NHL         | 9   | 0  | 0   | 0   | 2   | —  | — | —  | —  | —  |
|             | Rocket de Laval         | AHL         | 23  | 6  | 14  | 20  | 9   | —  | — | —  | —  | —  |
| NHL totalt  | NHL totalt              | NHL totalt  | 12  | 0  | 0   | 0   | 2   | —  | — | —  | —  | —  |
| AHL totalt  | AHL totalt              | AHL totalt  | 260 | 96 | 104 | 200 | 188 | 38 | 5 | 10 | 15 | 32 |
| NCAA totalt | NCAA totalt             | NCAA totalt | 116 | 54 | 69  | 123 | 62  | —  | — | —  | —  | —  |
| USHL totalt | USHL totalt             | USHL totalt | 81  | 19 | 20  | 39  | 107 | 11 | 2 | 0  | 2  | 6  |